# Сажинов, Павел Александрович
Павел Александрович Сажинов (род. 9 ноября 1946) — государственный деятель, председатель Мурманской областной Думы (1994—2007), член Совета Федерации (1996—2001).

## Биография
С 1965 по 1968 годы — рабочий «Северного машиностроительного предприятия». С 1968 по 1970 проходил срочную службу в рядах Советской Армии. С 1970 по 1992 годы — прошел путь от инструктора горкома ВЛКСМ до первого секретаря Североморского городского комитета КПСС. С 1992 по 1993 — председатель Североморского городского Совета народных депутатов.

### Политическая карьера
Выдвинут[куда?] избирательным объединением Мурманское областное отделение политической партии «КОММУНИСТИЧЕСКАЯ ПАРТИЯ РОССИЙСКОЙ ФЕДЕРАЦИИ». Член Политической партии «КПРФ».
Председатель Мурманской областной думы I—III созывов в 1994—2007 годах. С января 1996 года по декабрь 2001 года – член Совета Федерации Федерального Собрания Российской Федерации по должности. 

## Награды
Указом Президента Российской Федерации награждён орденом «За заслуги перед Отечеством» IV степени, орденом Почёта, почётным знаком Совета Федерации «За заслуги в развитии парламентаризма», медалью СССР «За воинскую доблесть», медалью им. академика В. П. Макеева, почётными знаками «За заслуги перед Мурманской областью», «За заслуги перед Североморском».
Почётный гражданин Мурманской области (2020) и Североморска.